# Андреас Енквіст
Андреас Е́нквіст (швед. Andreas Engqvist; 23 грудня 1987, м. Стокгольм, Швеція) — шведський хокеїст, центральний нападник. Виступає за «Салават Юлаєв» (Уфа)  у Континентальній хокейній лізі. 
Вихованець хокейної школи ХК «Спонга». Виступав за «Юргорден» (Стокгольм), «Гамільтон Бульдогс» (АХЛ), «Монреаль Канадієнс», «Атлант» (Митищі), ЦСКА (Москва). 
В чемпіонатах НХЛ — 15 матчів (0+0). В чемпіонатах Швеції — 181 матч (29+29), у плей-оф — 21 матч (5+8).  
У складі національної збірної Швеції учасник чемпіонату світу 2010 (9 матчів, 1+3).  
Досягнення
- Бронзовий призер чемпіонату світу (2010)
- Срібний призер чемпіонату Швеції (2010).